# Jean Masset
Jean Masset est un grammairien, un enseignant et un poète français du XVIIe siècle.
Il est notamment l'auteur de Le Poesme dévôt et chrestien, en vers sapphiques mesurez et rythmez, sur la mort et passion de Nostre Sauveur, Paris, 1627.
Il est aussi souvent cité comme l'auteur de EXACT ET TRES-FACILE ACHEMINEMENT A LA LANGVE FRANCOISE, Par Iean Masset. MIS EN LATIN PAR LE MESME AVTHEVR, POUR LE SOVLAgement des estrangers et il se décrit lui-même comme l'enseignant des Princes de son temps.